# Сиртаки
Сиртаки (на гръцки: συρτάκι) е гръцки танц, създаден през 1964 година специално за филма „Зорба гъркът“. Той не е народен танц, а по-скоро съчетание на бързи и бавни мотиви от старинния танц Хасапико. Хореографията на танца е създадена от Йоргос Провяс, а музиката е дело на Микис Теодоракис.
След излъчването на филма сиртаки става най-популярният гръцки танц в света и дори се смята за своеобразен символ на Гърция. Понякога е наричан „Танцът на Зорба“. Ролята на Зорба се изпълнява от американския актьор Антъни Куин, който на финалните сцени на филма дори играе сиртаки със счупен крак.
Сиртаки е умалително име на сиртóс – название, с което се обозначават група народни (традиционни) гръцки танци. Играе се в линия или в кръг, като в началото движенията са бавни и плавни. Постепенно ритъмът се ускорява, движенията стават по-резки и са придружени с подскоци.